# 黄佳
黄佳（2000年5月21日—），中国女子羽毛球运动员。

## 簡歷
2018年9月，黄佳代表广东队参加在安徽省合肥市举办的全国羽毛球团体锦标赛。在女子团体决赛中，她搭档郑旭慧以2比0（21:16、21:16）的比分战胜了浙江一队的杜芃/徐瑛超组合，帮助广东队获得女子团体冠军
。
2019年6月，黄佳代表广东队参加在中国瑞昌市举办的全国羽毛球单项锦标赛。在女双半决赛中，她与搭档郑旭慧组合以0比2（15-21、12-21）的比分战不敌四川队的乔诗峻/张殊贤组合，止步四强，与同为广东队的队友吴颖诗/徐诗瑜并列获得女双铜牌。
2019年7月，黄佳初次搭档安徽选手于小含，以及上海队的商亦辰，出战在加拿大卡尔加里举办的2019年加拿大羽毛球公开赛的双打比赛，这也是她首次登上国际赛场。在女双第二轮比赛中，她以2比1（21:18、17:21、22:20）的比分战胜了世青赛冠军刘玄炫/夏玉婷组合，并一路打进半决赛。但最终以0比2（19:21、19:21）不敌澳大利亚组合塞特亚纳·玛帕萨/格罗娅·萨莫维尔，止步四强。而在混双方面，她与队友在资格赛次轮不敌韩国组合金载焕/金慧麟，无缘正赛。

## 主要比賽成績
只列出曾進入準決賽的國際賽事成績：
| 年份   | 賽事                     | 公開賽級別 | 項目     | 拍檔   | 成績   |
| ------ | ------------------------ | ---------- | -------- | ------ | ------ |
| 2019年 | 加拿大羽毛球公開賽       | 超級100賽  | 女子雙打 | 于小含 | 準決賽 |
| 2019年 | 白俄羅斯羽毛球國際賽     | 國際系列賽 | 女子雙打 | 陳家媛 | 準決賽 |
| 2019年 | 越南羽毛球公開賽         | 超級100賽  | 女子雙打 | 张殊贤 | 亞軍   |
| 2019年 | 印尼瑪琅市長羽毛球大師賽 | 超級100賽  | 女子雙打 | 张殊贤 | 準決賽 |

| 2018-2026年 | 總決賽 | 超級1000賽 | 超級750賽 | 超級500賽 | 超級300賽 | 超級100賽 | 國際挑戰賽 | 國際系列賽 | 未來系列賽 | 其他 |